# Manfred Stein
Manfred Stein   (4 d'octubre de 1947 - Humpolec, agost 1979) va ser un pilot de motociclisme alemany que va destacar en competicions d'enduro i motocròs durant la dècada del 1970, en què va guanyar un campionat de la RDA d'enduro i sis de motocròs.
Amb formació de carrosser, Stein va començar a competir en enduro com a membre de la Policia Popular (Volkspolizei) al club MC Dynamo Erfurt amb una MZ. El 1969 va guanyar el Campionat de la RDA de 75 cc i més tard va passar al motocròs. El 1971 va esdevenir el primer pilot de la RDA a aconseguir puntuar en el Campionat del món de 500cc en acabar desè a la primera cursa de la temporada, el Gran Premi d'Itàlia. El 1974 va guanyar els seus dos primers campionats de la RDA de motocròs (en 250 i 500cc), un títol que va revalidar quatre vegades des d'aleshores fins al 1978.
Manfred Stein es va morir l'agost de 1979 en un accident de trànsit prop de Humpolec (Txecoslovàquia) mentre viatjava a Bulgària per a participar-hi en una cursa.

## Palmarès al Campionat de la RDA de motocròs
| Any  | Classificació | Classificació | Classificació | Classificació del club  |
| Any  | 125 cc        | 250 cc        | 500 cc        | Classificació del club  |
| ---- | ------------- | ------------- | ------------- | ----------------------- |
| 1971 | -             | -             | -             | 2n (MC Dynamo Erfurt 2) |
| 1972 | -             | -             | -             | 2n (MC Dynamo Erfurt 2) |
| 1973 | -             | -             | -             | -                       |
| 1974 | -             | 1r            | 1r            | 1r (MC Kali Merkers)    |
| 1975 | 1r            | 1r            | 1r            | 1r (MC Kali Merkers 1)  |
| 1976 | 2n            | 2n            | 3r            | 2n (MC Kali Merkers 1)  |
| 1977 | 2n            | 2n            | 3r            | 1r (MC Kali Merkers 1)  |
| 1978 | -             | 2n            | 1r            | -                       |
| 1979 | -             | 3r            | -             | 2n (MC Kali Merkers 2)  |

1. ↑  Es llisten només les posicions de podi